# Massacre de Verden
Guerre des Saxons
Le massacre de Verden est un événement marquant des guerres saxonnes au cours duquel le roi franc Charlemagne, qui réclamait la suzeraineté sur la Saxe, ordonna la mort de plus de 4 500 Saxons en octobre 782. Au cours d'une campagne intermittente de trente ans visant à christianiser les Saxons, il détruisit en 772 l'Irminsul, leur arbre sacré. Le massacre eut lieu à Verden, aujourd'hui situé en Basse-Saxe, Allemagne. L'événement est attesté par les sources franques contemporaines, notamment les Annales regni Francorum.
Au début des années 1870, des chercheurs tentent d'exonérer Charlemagne du massacre, invoquant une erreur de manuscrit. Ces tentatives furent largement rejetées. Alors que le chiffre de 4 500 victimes est généralement accepté, certains spécialistes le considèrent comme une exagération.
Le massacre devient le sujet d'une controverse particulièrement importante au sein des nationalistes allemands à la fin du  XIXe et début du XXe siècle, ainsi que pendant la période de l'Allemagne Nazie. En 1935, l'architecte paysagiste Wilhelm Hübotter (de) conçoit un mémorial, connu sous le nom Sachsenhain (de) (« Bosquet saxon »), construit sur le site supposé du massacre. Ce site est utilisé par la suite comme lieu de rencontre de la Schutzstaffel. Les discussions populaires autour du massacre de Verden firent de Charlemagne une figure controversée dans l'Allemagne nazie jusqu'à sa « réhabilitation » par Adolf Hitler et Joseph Goebbels, après laquelle Charlemagne est officiellement présenté de manière positive.

## Sources
Dans une première version des Annales Regni Francorum, une entrée pour l'année 782 rapporte une rébellion saxonne, suivie d'une victoire franque à la bataille du Süntel. Charlemagne ordonne l'exécution de 4 500 Saxons près de la confluence de l'Aller et de la Weser, dans ce qui est maintenant Verden. Concernant le massacre, l'entrée se lit comme suit :

« Quand il entendit cela, le Seigneur le Roi Charles se précipita à l'endroit avec tous les Francs qu'il put rassembler et avança là où le flux d'Aller se jette dans la Weser. Ensuite, tous les Saxons se sont réunis à nouveau, soumis à l'autorité du Seigneur Roi, et remirent les malfaiteurs qui étaient principalement responsables de cette révolte pour être mis à mort—quatre mille cinq cents d'entre eux. Ce qui fut fait. Widukind n'était pas parmi eux, depuis qu'il avait fui à Nordmannia [Danemark]. Quand il eut fini de cette activité, le Seigneur Roi retourna en France. »

Les Annales qui dicuntur Einhardi (Annales de Einhard), qui sont une version révisée des Annales Royales Franques - et non une source tout à fait indépendante - donnent un autre récit de la bataille de la Süntel, rapportant que Charlemagne y perdit deux émissaires, quatre comtes ainsi qu'une vingtaine de nobles lors d'une défaite Franque. Le réviseur s'accorde sur la sanction infligée aux rebelles Saxons, et ajoute quelques détails : que les Saxons blâmèrent Widukind, que le nombre de 4 500 est un minimum et que les exécutions eurent lieu en une seule journée : « Quand le roi entendit parler de ce désastre, il décida de ne pas tarder, se hâta de rassembler une armée, et marcha sur la Saxe. Là, il appela en sa présence les chefs Saxons, et demanda qui avait amené le peuple à se rebeller. Ils déclarèrent tous que Widukind était l'auteur de la trahison, mais dirent qu'ils ne pouvaient pas le produire car, après l'acte, il avait fui vers le Nord.
Mais les autres qui avaient exécuté son testament et commis le crime, se livrèrent au roi au nombre de quatre mille cinq cents ; et par l'ordre du roi, ils furent tous décapités [ decollati ] en un jour sur la rivière Aller, au lieu-dit Verden [ Ferdun ]. Quand il eut fait vengeance de cette manière, le roi se retira dans la ville de Diedenhofen [Thionville]... »
Une courte entrée sous la même année, dans les Annales Laubacenses (« Annales de Lobbes ») et les Annales sancti Amandi (« Annales de Saint-Amand ») se lit comme suit : « Les rebelles saxons tuèrent de nombreux Francs; et Charles, [ayant] réuni les Saxons ensemble, ordonna de les décapiter » (Saxons rebellantes plurimos Francos interfecerunt; et Karlus, congregatos Saxons, iussit eos decollare). Pour l'an 782, les Annales de la Sangallenses Baluzii sont plus cryptiques : "cette année, le Seigneur Roi Charles tua de nombreux Saxons" (hoc anno domnus rex Karolus plures de Saxonis interfecit).

## Études
L'historien Alessandro Barbero déclare que pour ce qui est de Charlemagne, le massacre « fut peut-être la plus grande tache sur sa réputation ». Dans son enquête sur l'attribution de bourses concernant Charlemagne, Barbero commente les tentatives visant à exonérer Charlemagne et ses forces du massacre :

« Plusieurs historiens ont tenté de réduire la responsabilité de Charlemagne en soulignant que, quelques mois auparavant, le roi pensait qu'il avait pacifié le pays. Les nobles saxons lui avaient prêté le serment d'allégeance, et beaucoup d'entre eux avaient été nommés comtes. Par conséquent, la rébellion constitue un acte de trahison passible de mort, une peine que les très sévères lois saxonnes imposaient avec une grande facilité, même pour les plus insignifiants des crimes. D'autres ont tenté de tordre les récits fournis par les sources, en faisant valoir que les Saxons furent tués au cours de la bataille et non massacrés de sang-froid, ou même que le verbe decollare (décapiter) était une erreur du copiste et qu'il fallait comprendre à la place delocare (déplacer), de sorte que les prisonniers ont été déportés. Aucune de ces tentatives n'a été prouvée crédible. »

Il poursuit : « la plus probable source d'inspiration pour l'exécution de masse de Verden était la Bible », Charlemagne étant désireux « d'agir comme un vrai roi d'Israël », citant le conte biblique de l'extermination des Amalécites et la conquête des Moabites par David. Barbero souligne en outre que, quelques années plus tard, un chroniqueur royal, commentant le traitement des Saxons par Charlemagne, rapporta que « soit ils ont été vaincus ou soumis à la religion chrétienne ou complètement emportés. »
Roger Collins identifie les victimes du massacre comme étant tous les Saxons ayant participé à la bataille de la Süntel. Charlemagne a peut-être connu un précédent avec l'exécution de masse du Conseil de Cannstatt de 745/6, lorsque son oncle Carloman Ier exécuta plusieurs grands nobles alémaniques.
L'historien allemand Martin Lintzel a fait valoir que le chiffre de 4 500 était une exagération, basée en partie sur la théorie de Hans Delbrück concernant la petite taille des armées médiévales du haut Moyen Âge. D'autre part, Bernard Bachrach fait valoir que les 4 500 guerriers prisonniers n'étaient qu'une petite fraction des hommes valides de la région. Le chiffre de  4 500, fait-il remarquer, est généralement admis par les spécialistes. Il y met au moins l'ensemble de l'armée saxonne qui a combattu à la Süntel, et suggère que le personnel d'escorte de Widukind a probablement échappé à la capture.
Le médiéviste Henry Mayr-Harting fait valoir que, puisque « la réputation était de la plus haute importance pour le guerrier à l'âge d'une société héroïque » le massacre de Verden, quelle que soit sa portée réelle, aurait eu un contre-effet pour Charlemagne :

« Sur le plan de la réputation, durant les guerres de Charlemagne, le plus grand gain des Saxons aura sans aucun doute été le bain de sang de Verden en 783 [sic]. Si un dixième des 4 500 guerriers avaient réellement été égorgés par les épées franques, pensez quelle série de lamentations pour les guerriers tombés au combat, quel Gododdin, quelle célébration ultérieure par les poètes aurait été possible ! »

Il fait valoir en outre que les Saxons n'étaient probablement pas en mesure de monter un autre grande révolte pendant plusieurs années après Verden, puisqu'ils devaient attendre qu'une nouvelle génération de jeunes hommes soit en âge d'aller au combat.
Matthias Becher, dans sa biographie de Charlemagne, suggère un nombre beaucoup plus restreint d'exécutions accompagnées de déportations en l'an 782. Carole Cusack interprète la méthode d'exécution par la pendaison plutôt que par décapitation.
Le Capitulatio de partibus Saxoniae, un code de lois promulguées par Charlemagne, est daté de 782-85, en réponse à la rébellion de Widukind. Plus récemment, Yitzhak Hen a suggéré une date ultérieure (c. 795), basée sur l'influence de la théologie islamique du djihad par le biais de l'Espagnol Theodulf d'Orléans. Cette théorie n'a pas trouvé une large acceptation.
Janet L. Nelson appelle le massacre de Verden une « exemplaire vengeance légale pour la mort des chefs de Charlemagne et leurs hommes dans les collines de Süntel ». Selon elle, même si les chefs francs étaient responsables du désastre de Süntel, comme l'impliquent les Annales qui dicuntur Einhardi, Charlemagne en tant que seigneur et roi, selon les normes de l'époque, leur devait la vengeance. Nelson dit que la méthode d'exécution de masse—decollatio, décapitation, a également été choisie pour sa valeur symbolique, car c'est la peine romaine pour les traîtres et les briseurs de serments.

## Relations avec le nationalisme allemand et l'Allemagne Nazie

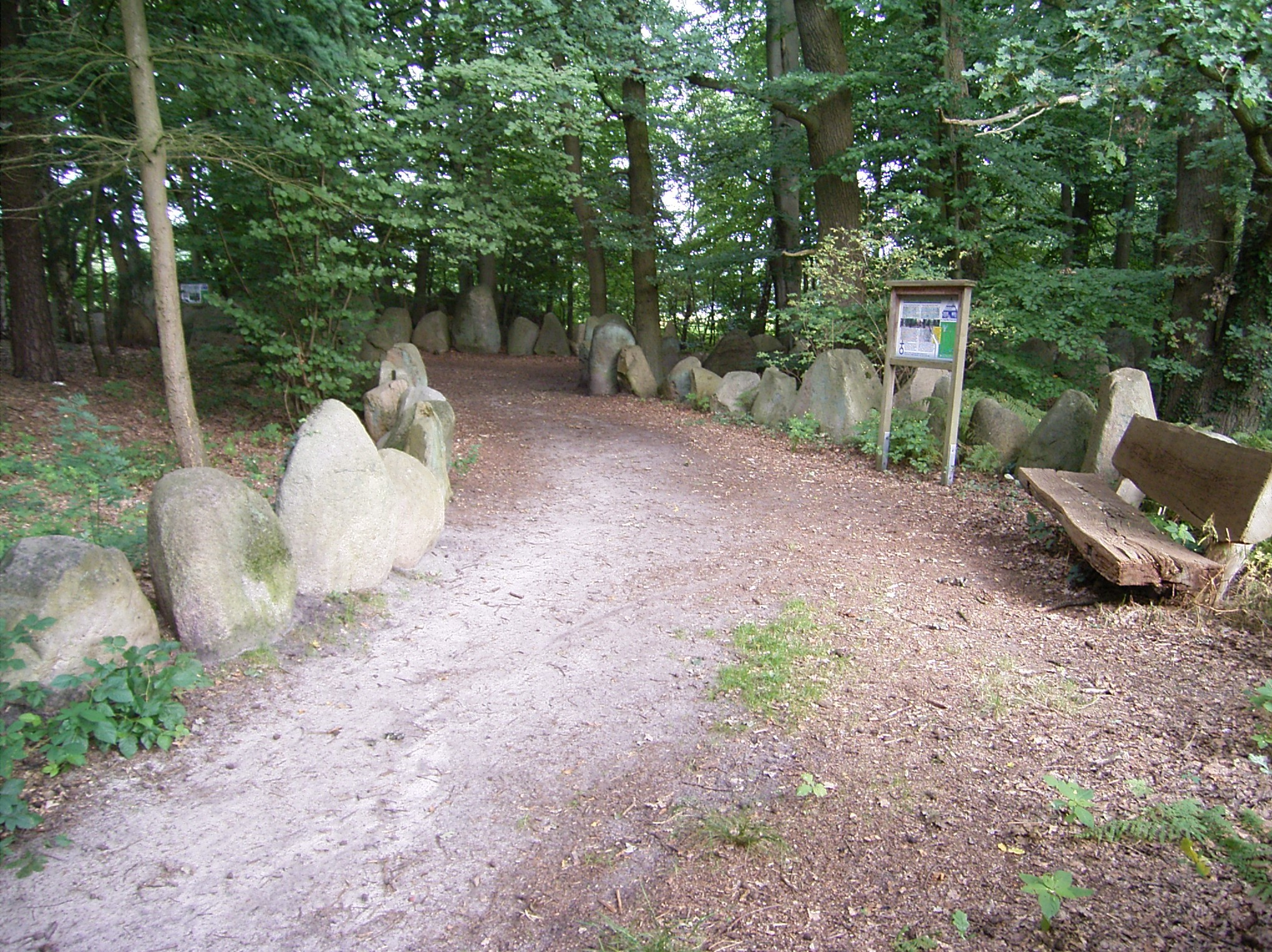
Le Sachsenhain, un mémorial nazi du massacre de Verden an der Aller, Allemagne.

Aux seizième et dix-septième siècles, les historiens approuvent généralement les exécutions de Verden comme une preuve de piété, ce qui change durant le siècle des Lumières. Gottfried Wilhelm Leibniz fut l'un des premiers à suggérer que Verden a jeté une ombre sur l'héritage de Charlemagne. Voltaire considérait Charlemagne comme « mille fois meurtrier », et Verden comme étant la pièce maîtresse de sa barbarie.
Selon Barbero, l'événement ne serait guère plus qu'une note de bas de page s'il n'y avait pas eu de controverse dans les cercles intellectuels allemands en raison du sentiment nationaliste avant et pendant la période nazie. Certains Allemands virent les victimes du massacre comme des défenseurs de l'Allemagne et de ses croyances traditionnelles, résistant à la religion étrangère du christianisme. Wilhelm Teudt mentionne le site du massacre en 1929 dans son livre Germanische Heiligtümer ('Sanctuaires germaniques"). Certains chrétiens nationalistes lient Charlemagne à l'humiliation de la domination française après la première Guerre Mondiale, en particulier l'occupation de la Rhénanie. À propos de la première génération d'historiens allemands à avoir défendu  Charlemagne après 1871, Louis Halphen considère leurs efforts comme un échec.
Hermann Gauch, adjoint d'Heinrich Himmler à la culture, estime que Charlemagne (connu en allemand comme Karl der Große, « Karl le Grand ») devrait être officiellement rebaptisé « Karl le Boucher », en raison du massacre. Il plaida pour un monument à la mémoire des victimes. Alfred Rosenberg déclara également que le chef saxon Widukind, devrait être appelé « le Grand » à la place de Karl. Pendant le Troisième Reich, le massacre de Verden devint un sujet de débat majeur. En 1934, deux pièces de théâtre sur Widukind sont présentées. La première, Der Sieger (Le vainqueur) par Friedrich Forster, présente Charlemagne, comme brutal, mais son but, la christianisation des païens saxons, comme un bienfait et un besoin. L'accueil fut mitigé. La deuxième, Wittekind, par Edmund Kiß, fut plus controversée pour ses critiques envers le christianisme. La pièce entraîna de graves perturbations et fut arrêtée après deux représentations. Décrite par un historien comme « un peu plus qu'un coup de gueule anti-catholique allongé », l'intrigue représente Charlemagne comme un tyran meurtrier et Verden comme une « tentative de génocide complotée par l'Église ».
En 1935, l'architecte paysagiste Wilhelm Hübotter (de) fut chargé de construire la Sachsenhain (en allemand "Bosquet des Saxons") dans Verden, un monument à la commémoration du massacre composé de 4 500 grosses pierres. Il fut utilisé à la fois comme mémorial et lieu de rencontre pour la Schutzstaffel. Sur le monument, il est inscrit « aux résistants au baptême allemands massacrés par Karl, le boucher des Saxons ». La même année, la célébration annuelle de Charlemagne à Aix-la-Chapelle, où il est enterré, fut annulée et remplacée par une conférence sur "Karl le Grand, boucher des Saxons." Les attaques contre Charlemagne en tant que Sachsenschlächter (boucher des Saxons) et pantin de l'Église et de la papauté étaient dirigées par Alfred Rosenberg. En 1935, sept historiens professionnels répondirent avec le volume Karl der Große oder Charlemagne ? La question fut réglée par Adolf Hitler lui-même, qui en privé pria Rosenberg de cesser ses condamnations publiques, et par le propagandiste Joseph Goebbels, qui commença à émettre des avis positifs sur Charlemagne. En 1936, l'historien nazi Heinrich Dannenbauer faisait référence à la "réhabilitation" de Charlemagne. Un site commémoratif, Widukindgedächtnisstätte, fut inauguré à Engen en 1939.
En 1942, le régime nazi célébra le 1200e anniversaire de la naissance de Charlemagne. L'historien Ahasver von Brandt s'y réfère comme une « réhabilitation officielle » (amtliche Rehabilitierung), bien que Goebbels ait reconnu en privé que beaucoup de gens aient été déconcertés par la volte-face du national-socialisme. Un rapport du Sicherheitsdienst  du 9 avril 1942, note que :

« On pouvait entendre beaucoup de voix dire que quelques années auparavant on aurait compté comme un national-socialiste peu fiable celui qui aurait laissé Karl der Große sans une seule tache,  et qui ne parlait pas avec dégoût du "boucher des Saxons" et "du laquais du pape et des évêques". Beaucoup de gens posent la question de savoir qui, dans le parti, avait autorisé ce slogan dérogatoire, et d’où venait l'évaluation complètement différente de maintenant. »

Selon l'opinion de Goebbels, la propagande d'État sur les sujets historiques était meilleure quand elle s'alignait avec l'opinion populaire, et donc avec et non pas contre Charlemagne.
Comme exemple de la réhabilitation de Charlemagne après 1935 dans l'Allemagne nazie, en 1944, le 33e Waffen Grenadier Division de la SS Charlemagne, un corps de volontaires français, fut nommée d'après « le héros pan-germanique européen » au lieu de Jeanne d'Arc.